# Кудрявцева, Людмила Андреевна
Людми́ла Андре́евна Кудря́вцева (11 декабря 1941, Москва — 11 июля 2015) — советская и российская актриса театра и кино. Народная артистка России (1997).

## Биография
Родилась в первые месяцы Великой Отечественной войны, её мать — народная артистка РСФСР Любовь Пушкарёва. В 1963 году окончила Школу-студию МХАТ с красным дипломом (курс В. К. Монюкова) и была принята в труппу МХАТа. После раздела МХАТа в 1987 году на два коллектива — во МХАТе им. Горького под руководством Татьяны Дорониной, где работала до ухода на пенсию. Похоронена в Москве, на Даниловском кладбище.

## Признание и награды
- Заслуженная артистка РСФСР (02.07.1981).
- Народная артистка России (29.07.1997)[1].

## Творчество

### Роли в театре
- Василиса — «На дне» М. Горький
- Девка в картине «Мокрое» — «Братья Карамазовы» Ф. М. Достоевский
- Ряженая — «Три сестры» А. П. Чехов
- Дама — «Бронепоезд 14-69» В. Иванов
- Машинистка — «Будни и праздники» А. Галич И. Грекова
- Повариха — «Три толстяка» Ю. К. Олеша
- Анна Андреевна — «Ревизор» Н. В. Гоголь
- Торговка куклами — «Кремлёвские куранты» Н. Ф. Погодин
- Ксения Петровна — «Тяжкое обвинение» Л. Шейнин
- Клава Себейкина — «Старый Новый год» М. Рощин
- Синьора Тереса — «Дульсинея Тобосская» А. Володин
- Обноскина — «Село Степанчиково и его обитатели» Ф. М. Достоевский
- Леокадия — «Сон разума» А.-Б. Вальехо
- Цыганка — «Эшелон» М. Рощин
- Саша — «Дачники» М. Горький
- Наталья Дмитриевна Паскудина — «Дядюшкин сон» Ф. М. Достоевский
- «Украденное счастье» И. Франко (постановка Романа Виктюка)
- Люба — «Тамада» А. Галин
- 2-я дама — «Зойкина квартира» М. Булгаков
- Софья Ивановна — «Мёртвые души» М. Булгаков (по Н. В. Гоголю)
- Манефа — «На всякого мудреца довольно простоты» А. Н. Островский
- Рита — «Валентин и Валентина» М. Рощин
- Марья Львовна — «Дачники» М. Горький
- Лиза, мать Валентина — «Валентин и Валентина» М. Рощин
- Вита — «И будет день…» А. Дударев
- Нина — «…Когда судьба по следу шла за нами» (Провинциальная история) Л. Росеба
- Праксагора — «Женщины в народном собрании» Аристофан
- Катерина — «Прощание с Матерой» В. Г. Распутин
- Мисс Уайр — «Французский квартал» Т. Уильямс
- Фелисата Герасимовна Кукушкина — «Доходное место» А. Н. Островский
- Светлана Петровна — «Контрольный выстрел» С. Говорухин, Ю. Поляков

Снималась в кино. Заметными стали роли в фильме Андрея Бенкендорфа «К расследованию приступить» и фильме-спектакле по пьесе В. М. Шукшина «Энергичные люди» (Вера Сергеевна).

### Фильмография
- 1968 — Барсуки (фильм-спектакль) — Марфушка

- 1969 — Цветы запоздалые (фильм-спектакль) — жена доктора Топоркова
- 1971 — День за днем (фильм-спектакль) — «Людмила Андреевна кадровик»
- 1979 — Экипаж — кассир с валютой
- 1979 — Дачники (фильм-спектакль) — Саша, горничная Басовых
- 1981 — Родня
- 1986 — К расследованию приступить — Оксана Степановна Иващенко
- 1988 — Энергичные люди — Вера Сергеевна
- 2002 — Театральный роман — Надежда Ламанова